# Zamor
Zamor (Louis-Benoît), född 1762, död 1820, var en fransk tjänare och jakobin. 
Han föddes i Chittagong i Indien, och var troligen en siddi-slav. Han köptes av brittiska slavhandlare och fördes 1766 till Frankrike, förmodligen genom portugisiska eller spanska slavhandlare via Madagaskar. I Frankrike köptes han av en adelsman som gav honom till Ludvig XV, som i sin tur gav honom som gåva till Madame du Barry. Det är känt att han befann sig på Versailles som du Barrys tjänare år 1771. 
Efter franska revolutionens utbrott blev han jakobinsk sympatisör. Hon uppges ha avskytt Madame du Barry, och är känd för sin roll för hennes arrestering, då han rapporterade henne för hennes resa till England 1792. 
Zamor arresterades som jakobin-sympatisör efter den jakobinska regeringens fall 1794, men släpptes efter en tids fångenskap och emigrerade. Han återvände efter Napoleons fall 1815 och arbetade återstående år av sitt liv som skollärare.